# Joshua Madaki
Joshua Madaki, född 6 juli 1947 i Manchok,  Kaduna, död 7 maj 2003, var guvernör i Bauchi från december 1987 till augusti 1990 och i Plateau, Nigeria från augusti 1990 till januari 1992.